# SIG Sauer P220
SIG Sauer P220 — пистолет, разработанный в середине 1960-х годов и выпускающийся швейцарско-германской компанией SIG Sauer. Пистолет был разработан на замену SP47/8 и принят на вооружение в армию под индексом P-75. На его базе для коммерческой продажи был создан пистолет P-220. Р220 был одним из первых самозарядных пистолетов с устройством предохранителя. 
Это оружие достаточно популярно среди охранных структур и полицейских ведомств в США, а также среди бойцов подразделений особого назначения во многих странах мира.

## Конструкция
Автоматика пистолета P220 работает по схеме использования отдачи при коротком ходе ствола. Запирание осуществляется при помощи снижающегося ствола, сцеплением верхнего выступа его казённой части с увеличенным окном затвора-кожуха для выброса стреляных гильз. Снижение происходит при взаимодействии наклонной плоскости подствольного прилива с осью фиксатора ствола. Затвор-кожух, изготавливаемый из высококачественной легированной стали с последующей обработкой поверхностей защитным покрытием Nitron®, теперь перемещается по внешним направляющим рамы, что несколько снижает точность стрельбы, но упрощает производство и снижает стоимость оружия. Затвор-кожух состоит из двух деталей — кожуха, изготавливаемого штамповкой из стального листа, и затвора, закрепленного в кожухе при помощи штифта. P220 выпускаются так же с затвором-кожухом из нержавеющей стали — P220 Two-Tone и полностью из нержавеющей стали — P220 Elite Stainless.
Рама производится из легкого сплава. На нижней поверхности её передней части имеются стандартные направляющие Picatinny rail Mil-Std 1913 для крепления различных дополнительных приспособлений, таких как тактический фонарь или лазерный целеуказатель. Ударно-спусковой механизм курковый, двойного действия с предохранительным взводом курка. Имеются различные варианты УСМ. Спуск с предупреждением. Усилие спуска при работе в режиме самовзвода составляет 4,5 кг, в режиме одинарного действия — 2 кг. Ударник инерционного типа.
Широкий скос патронника и направляющий паз рамы обеспечивают надежность подачи патронов с различными типами экспансивных пуль. Оружие имеет расположенный с левой стороны рамы рычаг безопасного спуска курка. При нажатии на этот рычаг он опускается вниз, поднимая шептало, и расцепляет его с прорезью боевого взвода курка. Под воздействием боевой пружины курок вращается до сцепления прорези предохранительного взвода с шепталом без контакта с ударником, что делает оружие удобным и безопасным в обращении. Сам ударник запирается стержнем, который проходит через него и удерживается пружиной, и не будет двигаться даже при падении пистолета.
Пистолет оснащен автоматическим предохранителем ударника. На левой стороне рамы расположены также рычаг затворной задержки, находящийся за рычагом безопасного спуска курка, и фиксатор ствола. Защёлка магазина в пистолетах, предназначенных для Европы, расположена в нижней части рукоятки, а в оружии для продажи в США — у основания спусковой скобы (кроме калибра .45 АСР, где она расположена на передней стороне рукоятки). Прицельные приспособления состоят из мушки и целика с возможностью введения поправок по горизонтали и белыми вставками для стрельбы в условиях низкой освещенности. В настоящее время прицельные приспособления пистолетов Sig Sauer снабжаются светящимися контрастными тритиевыми точками SIGLITE (красного цвета на мушке и зелёного — на целике).
Пистолет может работать в режиме двойного действия при полном нажатии на спусковой крючок или одинарного, когда курок взводится рукой, а спусковой крючок нажимается мягко и коротко. Сразу после выстрела давление газов в патроннике толкает гильзу назад. Затвор и ствол, соединённые вместе, откатываются примерно на 3 мм, после чего ствол выходит из зацепления с затвором. Система запирания является видоизменением способа Браунинга: на стволе имеется большой фасонный выступ над патронником, который в закрытом положении входит в паз вокруг окна выброса гильз в затворе. Фасонный выступ под патронником ударяется в поперечину рамки, опуская таким образом задний (казённый) конец ствола, разъединяя затвор и ствол.

## Варианты и модификации
- SIG-Sauer P220R — модификация с направляющей для крепления лазерного целеуказателя
- SIG-Sauer P220 Hunter — разработанная в качестве оружия для охотников модификация калибра 10mm Auto с УСМ одинарного действия, высокоточным стволом класса Match-Grade, рамкой и затвором из нержавеющей стали с камуфляжным покрытием Kryptec, мушкой с оптоволоконной вставкой и регулируемым целиком.

## Страны-эксплуатанты
- Индонезия - на вооружении специальных подразделений вооруженных сил Индонезии[2].
- США - с 1977 года SIG Sauer P220 поставляется в США компаниями «FN Browning» и «Hawes National Corp. of Van Nuys» в вариантах под патроны 9×19 мм Парабеллум, .38 Super и .45 ACP. После банкротства «Hawes National Corp. of Van Nuys», бельгийская компания «FN Browning» ненадолго стала монополистом поставок SIG Sauer P220 в США.
- Сенегал
- Франция
- Швейцария - в 1978 году принят на вооружение под наименованием Pistole 75[3]
- Ватикан - под наименованием Pistole 75 состоит на вооружении Швейцарской гвардии
- Япония - в 1982 году принят на вооружение сил самообороны Японии[4], производится по лицензии под наименованием Minebea P9